# Уго (посёлок)
Уго (яп. 羽後町 Уго-мати) — посёлок в Японии, находящийся в уезде Огати префектуры Акита. Площадь посёлка составляет 230,75 км², население — 15 637 человек (1 августа 2014), плотность населения — 67,77 чел./км².

## Географическое положение
Посёлок расположен на острове Хонсю в префектуре Акита региона Тохоку. С ним граничат города Юдзава, Юрихондзё, Йокоте.

## Население
Население посёлка составляет 15 637 человек (1 августа 2014), а плотность — 67,77 чел./км². Изменение численности населения с 1980 по 2005 годы:
| 1980 | 21 399 чел. |  |
| 1985 | 21 248 чел. |  |
| 1990 | 20 906 чел. |  |
| 1995 | 20 307 чел. |  |
| 2000 | 19 485 чел. |  |
| 2005 | 18 267 чел. |  |

## Символика
Деревом посёлка считается слива японская, цветком — адонис амурский, птицей — Cettia diphone.